# 布里达斯公司
布里达斯公司（英語：Bridas Corporation）是阿根廷最大的石油开采商之一。该公司在阿根廷、玻利维亚、智利拥有油气资产。布里达斯目前原油日产量为9万2千桶，已探明原油储量为6亿3 千6百万桶。
布里达斯公司是阿根廷布里达斯能源控股有限公司(BEH)的全资子公司，2010年中国海洋石油有限公司宣布斥资31亿美元，收购布里达斯公司百分之50的股份。这笔交易是中海油在南美洲的首次参股行动。